# Mozambico ai Giochi della XXXII Olimpiade
Il Mozambico ha partecipato ai Giochi della XXXII Olimpiade, che si sono svolti a Tokyo, Giappone, dal 23 luglio all'8 agosto 2021 (inizialmente previsti dal 24 luglio al 9 agosto 2020 ma posticipati per la pandemia di COVID-19) con dieci atleti, quattro uomini e sei donne.

## Delegazione
| Sport            | Uomini | Donne | Totale |
| ---------------- | ------ | ----- | ------ |
| Atletica leggera | 1      | -     | 1      |
| Canoa/Kayak      | 1      | -     | 1      |
| Judo             | 1      | -     | 1      |
| Nuoto            | 1      | 1     | 2      |
| Pugilato         | -      | 2     | 2      |
| Vela             | -      | 3     | 3      |
| Totale           | 4      | 6     | 10     |

## Risultati

### Atletica leggera
Maschile
Eventi su pista e strada
| Atleta                | Evento                      | Batterie  | Batterie  | Semifinali      | Semifinali      | Finale          | Finale          |
| Atleta                | Evento                      | Risultato | Posizione | Risultato       | Posizione       | Risultato       | Posizione       |
| --------------------- | --------------------------- | --------- | --------- | --------------- | --------------- | --------------- | --------------- |
| Creve Armando Machava | 400 metri ostacoli maschili | 50"37     | 5º        | Non qualificato | Non qualificato | Non qualificato | Non qualificato |

### Canoa/kayak

#### Velocità
| Atleta       | Evento                 | Batteria | Batteria  | Quarti   | Quarti    | Semifinale      | Semifinale      | Finale          | Finale          |
| Atleta       | Evento                 | Tempo    | Posizione | Tempo    | Posizione | Tempo           | Posizione       | Tempo           | Posizione       |
| ------------ | ---------------------- | -------- | --------- | -------- | --------- | --------------- | --------------- | --------------- | --------------- |
| Joaquim Lobo | C1 1000 metri maschile | 4'49"676 | 6º QF     | 5'04"687 | 7º        | Non qualificato | Non qualificato | Non qualificato | Non qualificato |

### Judo
| Atleta        | Evento         | 32-esimi             | 16-esimi             | Ottavi               | Quarti               | Semifinali           | Ripescaggio          | Finale               | Posizione       |
| Atleta        | Evento         | Avversario Punteggio | Avversario Punteggio | Avversario Punteggio | Avversario Punteggio | Avversario Punteggio | Avversario Punteggio | Avversario Punteggio | Posizione       |
| ------------- | -------------- | -------------------- | -------------------- | -------------------- | -------------------- | -------------------- | -------------------- | -------------------- | --------------- |
| Kevin Loforte | 66 kg maschile | Shmailov P 00–11     | Non qualificata      | Non qualificata      | Non qualificata      | Non qualificata      | Non qualificata      | Non qualificata      | Non qualificata |

### Nuoto
| Atleta        | Evento                      | Batterie | Batterie   | Semifinali      | Semifinali      | Finale          | Finale          |
| Atleta        | Evento                      | Tempo    | Classifica | Tempo           | Classifica      | Tempo           | Classifica      |
| ------------- | --------------------------- | -------- | ---------- | --------------- | --------------- | --------------- | --------------- |
| Igor Mogne    | 400 m stile libero maschili | 3'56"56  | 31°        | Non qualificato | Non qualificato | Non qualificato | Non qualificato |
| Alicia Mateus | 50 m stile libero femminili | 29"63    | 66ª        | Non qualificata | Non qualificata | Non qualificata | Non qualificata |

### Pugilato
| Atleta          | Evento                | 16-esimi             | Ottavi               | Quarti               | Semifinali           | Finale               | Pos.            |
| Atleta          | Evento                | Avversario Punteggio | Avversario Punteggio | Avversario Punteggio | Avversario Punteggio | Avversario Punteggio | Pos.            |
| --------------- | --------------------- | -------------------- | -------------------- | -------------------- | -------------------- | -------------------- | --------------- |
| Acinda Panguana | Pesi welter femminile | Bye                  | Akinyi V RSC         | Hong P 0-5           | Non qualificata      | Non qualificata      | Non qualificata |
| Rady Gramane    | Pesi medi femminile   | N.D.                 | Pachito V 4–1        | Magomedalieva P 0–4  | Non qualificata      | Non qualificata      | Non qualificata |

### Vela
| Atleta                        | Evento                 | Regata | Regata | Regata | Regata | Regata | Regata | Regata | Regata | Regata | Regata | Regata | Regata | Regata | Punteggio Totale | Punteggio Netto | Classifica |
| Atleta                        | Evento                 | 1      | 2      | 3      | 4      | 5      | 6      | 7      | 8      | 9      | 10     | 11     | 12     | M      | Punteggio Totale | Punteggio Netto | Classifica |
| ----------------------------- | ---------------------- | ------ | ------ | ------ | ------ | ------ | ------ | ------ | ------ | ------ | ------ | ------ | ------ | ------ | ---------------- | --------------- | ---------- |
| Deisy Nhaquile                | Laser Radial femminile | 30     | 41     | 44     | 39     | 44     | 41     | 35     | 44     | 29     | 37     | N.D.   | N.D.   | EL     | 384              | 340             | 40ª        |
| Maria Machava Denise Parruque | 470 femminile          | 22     | 22     | 18     | 21     | 20     | 21     | 21     | 20     | 18     | 21     | N.D.   | N.D.   | EL     | 204              | 182             | 21ª        |